# Geghanist (Shirak)
Geghanist (in armeno Գեղանիստ?) è un comune di 1 277 abitanti (2010) della Provincia di Shirak in Armenia.